# Tehuelche (langue)
Cet article concerne la langue tehuelche. Pour le peuple tehuelche, voir Tehuelches.
Le tehuelche (autonyme aonekko ʾaʾien, la langue du Sud) est une langue chon éteinte dans le sud de la Patagonie.
La langue n'est plus un vecteur de communication parmi les Tehuelches, mais elle a encore une grande valeur identitaire. Il existe un groupe de gens qui travaillent pour sa récupération. La langue a été récemment documentée,. La langue s'est éteinte avec la mort de sa dernière locutrice, Dora Manchado, en 2019.

## Phonologie

### Voyelles
|         | Antérieure    | Centrale      | Postérieure   |
| ------- | ------------- | ------------- | ------------- |
| Moyenne | e [e] eː [eː] |               | o [o] oː [oː] |
| Ouverte |               | a [a] aː [aː] |               |

### Consonnes
|               |               | Bilabiale | Dentale | Latérale | Palatale | Vélaire | Uvulaire | Glottale |
| ------------- | ------------- | --------- | ------- | -------- | -------- | ------- | -------- | -------- |
| Occlusives    | Sourdes       | p [p]     | t [t]   |          |          | k [k]   | q [q]    | ʔ [ʔ]    |
| Occlusives    | Glottales     | pʼ [pʼ]   | tʼ [tʼ] |          |          | kʼ [kʼ] | qʼ [qʼ]  |          |
| Occlusives    | Sonores       | b [b]     | d [d]   |          |          | g [g]   | ɢ [ɢ]    |          |
| Fricatives    | Fricatives    |           | s [s]   |          | š [ʃ]    | x [x]   | χ [χ]    | h [h]    |
| Affriquées    | Sourdes       |           |         |          | č [t͡ʃ]   |         |          |          |
| Affriquées    | Glottales     |           |         |          | čʼ [t͡ʃʼ] |         |          |          |
| Nasales       | Nasales       | m [m]     | n [n]   |          |          |         |          |          |
| Liquides      | Liquides      |           | r [r]   | l [l]    |          |         |          |          |
| Semi-voyelles | Semi-voyelles | w [w]     |         |          | j [j]    |         |          |          |

## Typologie
Le tehuelche est une langue SOV. Elle est agglutinante, avec une prédominance de la suffixation sur la préfixation.